# 세테리스 파리부스
세테리스 파리부스(ceteris paribus)는 "다른 모든 것들이 동등하다면"을 의미하는 라틴어 구어다.
두 사건의 상태 간 예기치 않은, 경험적인, 논리적인 관계에 관한 예측이나 서술이 바로 세테리스 파리부스이다.

## 경제학
경제 현상을 분석할 때 분석 대상 이외의 다른 모든 것들에는 변화가 없이 일정하다고 가정하는 경우 이 문구를 사용한다.

## 같이 보기
- 교락
- 오컴의 면도날
- 편미분